# 古倉義彦
古倉 義彦（こくら よしひこ、1961年4月 - ）は、日本の実業家　元クレアモントキャピタルホールディング株式会社代表取締役。

## 経歴
岩井商店（現在の双日）創業者岩井勝次郎から２代目となる旧魚崎町町長岩井義男の孫として兵庫県神戸市に生まれる。
愛光中学校・高等学校を経て、1985年3月一橋大学法学部卒業。大学在学中に公認会計士試験に合格。
1985年4月野村證券株式会社入社、1986年2月JPモルガン入社。イェール大学大学院修了、修士号取得。
1995年、グレナダに本社を置く投資銀行、ファースト・ノーザン・バンク・アンド・トラスト・リミテッドの日本拠点であるファースト・ノーザン・ファイナンスの代表取締役として山吉証券の10億円あまりの第三者割当増資を引き受けると発表、メディアの注目を受ける。しかし実際には、山吉証券の財務諸表に問題があったとして払い込みを行わなかった。その後　山吉証券は古倉以外に出資者を見つけられず会社更生法を申請する。
投資顧問会社、株式会社トーキョウ・アソーシエイテッド・キャピタル取締役を経て、1996年12月、投資会社、ロスチャイルド・キャピタル・ホールディング株式会社（1998年にクレアモントキャピタルホールディング株式会社に商号変更）を設立（ロスチャイルド家との関係は不明）。
同社代表取締役として次々に企業買収を進め、「兜町の風雲児」、「若きM&Aの騎手」、「第二の孫正義」などと呼ばれる。小渕恵三、羽田孜、森喜朗ら歴代総理をはじめ、矢野絢也、寺澤芳男ら政治家との関係もあったとみられ、いくつかの報道で報じられた。元財務官　榊原英資、同　古手川大助、元財務省次官　勝栄二郎らとも交流がある。一部に逮捕など報道があったが２０１１年に無罪判決が確定している。元大蔵省次官山口光秀との交際は写真週刊誌などで報道された。東京証券取引所第二部上場の上毛撚糸を傘下に収めた当時、山口が大蔵省次官から東京証券取引所理事長に就任していたことから、その関係の親密さが取りざたされたこともある。国際通貨基金（IMF)の　田中琢二常任理事（元財務官僚、元関東財務局局長、税務署長などを歴任）は愛光中学・愛光高校を同年次卒業。
現在は、神戸市に居を構えて、社会奉仕活動などを行なっている。
大学の研究所などで非常勤講師、研究員・教官として文化研究、教育、著作活動も行う。
ペンネームは　山下智之。
同じマンションに住んでいた陳舜臣から影響を受け、琉球放送のドラマ「尚円王」原作・構想も手掛けた。（沖縄最大のタブー琉神「尚円」 (ISBN 4434249371)）
幸田真音の経済小説『凛冽の宙』 (小学館、2002年2月)の準主人公・古樫のモデルでもある。
- 1997年11月6日 - 中野証券株式会社（後に株式会社エヌシーエス証券に商号変更、その後さらにひびき証券に商号変更した後さらに商号変更し、現在の商号はmoomoo証券株式会社。）取締役就任
- 1998年10月6日 - 三洋証券子会社であった三洋投信委託株式会社を買収。取締役就任、三洋投信委託株式会社会長就任。
- 1998年11月1日 - 上毛撚糸株式会社（現・価値開発株式会社）顧問就任
- 1999年6月29日 - 上毛撚糸株式会社代表取締役社長就任
- 1999年6月23日 - 三洋投信委託株式会社取締役相談役就任
- 2000年4月3日 - 大正生命保険株式会社取締役就任
- 株式会社日刊投資新聞社代表取締役社長
- 株式会社デイリーインベストメントニューズ代表取締役
- 日本証券新聞社もクレアモントキャピタルホールディング傘下であった。
- 2000年8月31日 - 三洋投信委託（現プラザアセットマネジメント）株式会社取締役

## 著作・訳書
- A.ラパポート著（古倉義彦訳、岡野光喜監訳）『株式公開と経営戦略:株主利益法の応用』（東洋経済新報社、1989年　（ISBN　4492520570）
- （石原伸晃と共著）「特別対談 石原伸晃VS古倉義彦 金融ビッグバンの柱となる持株会社のあり方を問う」,政界21（1999年）
- （古倉佳史古名義）『戦略投資のすすめ:歴史的投資術. 第1集』（日刊投資新聞社編集局、1999年）
- （古倉佳史古名義）『戦略投資のすすめ:歴史的投資術. 第2集』（日刊投資新聞社編集局、2000年）